# Ковбасюк Андрій Дмитрович
Ковбасюк Андрій Дмитрович (1922 — 17.05.1960 рр.) — радянський розвідник, учасник другої світової війни. Повний кавалер ордена «Слави».

## Біографія
Народився 1922 року в багатодітній сім'ї у селі Кам'янка, що нині входить до складу міста Липовець Вінницької області.
Андрій Дмитрович є кавалером ордена «Слави». Будучи сином колгоспника, закінчив сім класів середньої школи. До війни працював на фермі їздовим, у рідному колгоспі.
В липні 1941 року, був мобілізований до північного Кавказу. Пройшов від Криму до Східної Пруссії. Був помічником командира 18-ї гвардійської окремої розвідувальної роти, 2-ї гвардійської стрілецької Таманської Червонопрапорної ордена Суворова дивізії гвардії ст. сержант, в ході операції «Багратіон». Нагороджений орденами " Вітчизняної війни І та ІІ ступеню, «Слави» та ІІ ступеню.
Протягом 16-21 лютого 1945 р. в районі східно-пруського містечка Робіттен знищив 26 ворожих бійців, 6 взяв у полон, підбив бронетранспортер, заволодів двома ручними кулеметами. За ці заслуги був удостоєний ордена «Слави» ІІ ступеню. Орден Слави І ступеню (Згідно указу Президії Верховної Ради Союзу РСР від 26 червня 1945р) розвідник отримав за проявлений героїзм при взятті містечок Реген і Мальтбурх 14-15 квітня 1945. Тоді військовий особисто знищив 14 бійців противника. Але у Москві, куди прибули фронтовики для нагородження, трапилася сутичка з людьми беріївського відомства, що призвело до ув'язнення в ГУЛАГу. Повернувся з табору важко хворим, тому й передчасно пішов із життя.
Помер 17.05.1960 вдома.
В 1995 року включений у список почесних громадян Липовця, а в 1996 році на його могилі за ініціативою активістів було встановлено пам'ятний знак. Пізніше в містечку з'явилась вулиця Ковбасюка. На колишньому приміщенні школи в Кам'янці встановлено меморіальну дошку.